# Combes-Chinolinsynthese
Die Combes-Chinolinsynthese ist eine Namensreaktion der organischen Chemie. Sie wurde zuerst vom französischen Chemiker Alphonse Combes (1854–1907) im Jahre 1888 veröffentlicht. Die Reaktion beschreibt eine Möglichkeit, Chinolinderivate aus Anilin und β-Diketonen zu synthetisieren:

R^{1}, R^{2} und R^{3} sind Alkyl- oder Arylreste die gleich oder verschieden sein können.

Als Säure kann Schwefelsäure oder besser noch Polyphosphorsäure genutzt werden.

## Mechanismus
Die Reaktion beinhaltet eine Kondensationsreaktion zwischen Anilin und einem β-Diketon, gefolgt von einem säurekatalysiertem Ringschluss zu einem Chinolinderivat. Die Reste R1, R2 und R3 entsprechen wieder einem Alkyl- oder Arylrest.
Bei dieser säurekatalysierten Reaktion reagieren zunächst Anilin (1) und ein β-Diketon 2 über die Zwischenstufen 3 und 4 zu der Schiff-Base 5 (siehe auch: Imin-Herstellung). Auf die Protonierung der Carbonylgruppe 5 zu Molekül 6 folgt eine elektrophile aromatische Substitution über die Zwischenstufe 7 (hier wird nur eine mesomere Grenzstruktur gezeigt) zur bicyclischen Verbindung 8. Unter Wasserabspaltung entsteht eine weitere C=C-Doppelbindung und damit das Chinolinderivat 9.
Da der Ringschluss (im Zuge der elektrophilen aromatischen Substitution) an zwei verschiedenen ortho-Positionen stattfinden kann, entsteht ein Gemisch von zwei Chinolinderivaten mit den vertauschten Resten R1 und R3.